# أنتيباتريس (رأس العين)
أنتيباتريس /ænˈtɪpətrɪs/ ((بالعبرية: אנטיפטריס)، (باليونانية القديمة: Αντιπατρίς))، أو رأس العين، أو خلة رأس العين مدينة بنيت خلال القرن الأول قبل الميلاد على يد هيرودس الأول الذي أطلق عليها هذا الاسم تكريمًا لوالده أنتيباتر. تقع المدينة اليوم في وسط إسرائيل وحوّل الموقع إلى حديقة وطنية. كان الموقع مأهولا بالسكان منذ فترات العصر الحجري إلى أواخر العصر الروماني. تعرف بقايا أنتيباتريس اليوم باسم تل أفيك (תל אפק) في اللغة العبرية، بينما تعرف لدى الفلسطينيين باسم رأس العين أو خلة رأس العين. تم تحديدها على أنها موقع برج أفيك الذي ذكره يوسيفوس، أو أفيق التوراتية، المعروفة من قصة معركة أفيق. خلال الفترة الصليبية، كان الموقع يُعرف باسم سوردي فونتيس (Surdi fontes)، ومعناه «الينابيع الصامتة». بنيت قلعة محصنة عثمانية معروفة باسم بينار باشي (Binar Bashi) في هذا الموقع في القرن السادس عشر.
تقع أنتيباتريس / رأس العين، عند منطقة الينابيع الدائمة القوية لنهر العوجا، والتي خلقت عبر التاريخ عقبة بين التلال الريفية في الشرق والبحر الأبيض المتوسط في الغرب، الواقع الذي أجبر المسافرين والجيوش على المرور عبر الممر الضيق بين الينابيع وسفوح جبال نابلس، وهو ما أعطى موقع أنتيباتريس / خلة رأس العين أهميته الإستراتيجية.
تقع أنتيباتريس على الطريق الروماني من قيسارية إلى القدس، شمال مدينة اللد حيث يلتف الطريق شرقاً نحو القدس. خلال الانتداب البريطاني بنيت هناك محطة لضخ المياه من نهر العوجا إلى القدس.
واليوم تتواجد بقايا أنتباتريس (رأس العين) شرق مستعمرة بتاح تكفا، بالقرب من القرية العربية القديمة كفر سابا، وغرب مدينة كفر قاسم ومستعمرة روش هاعين.

## التاريخ

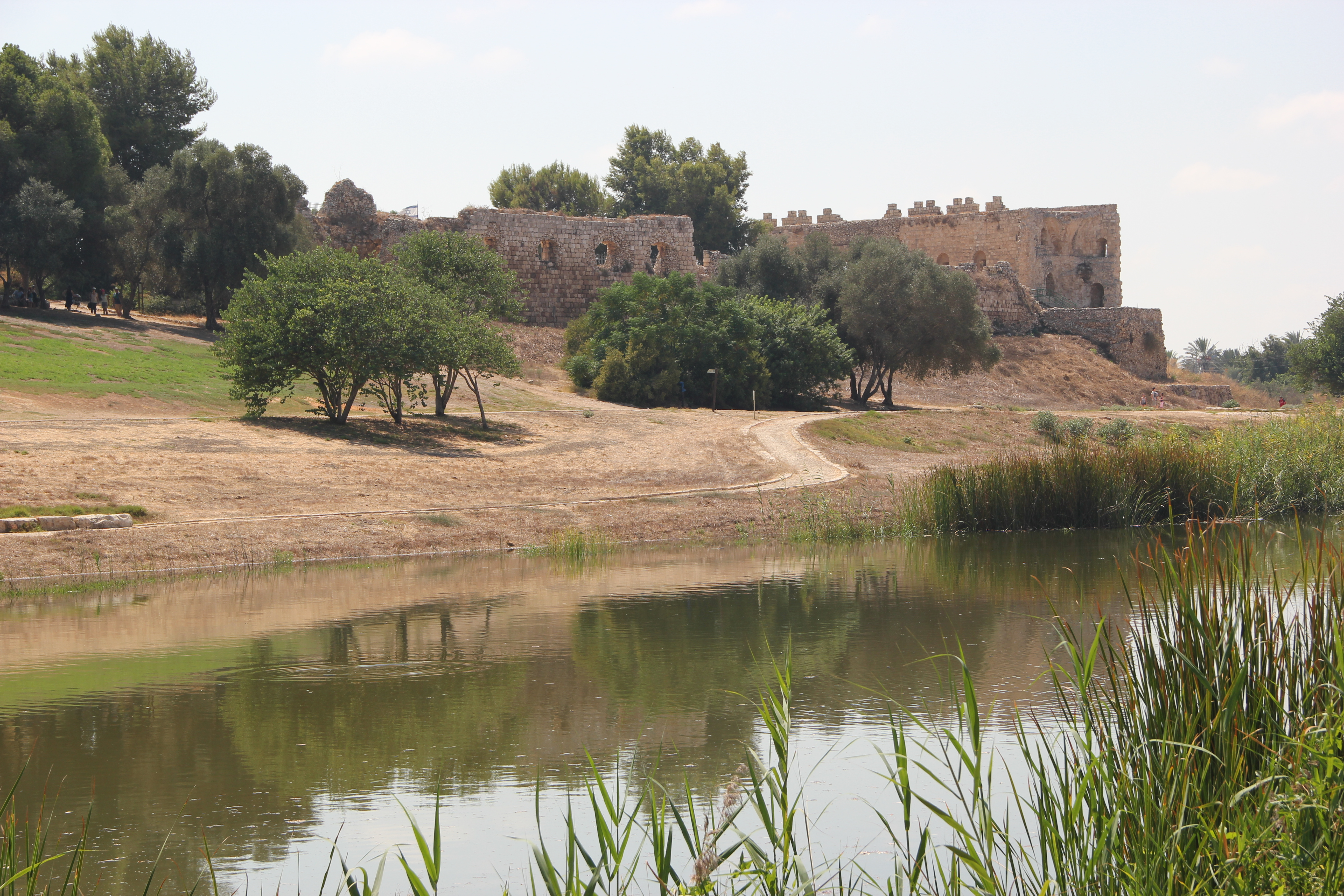
خلة رأس العين

### أفيك
في العصر البرونزي، تم بناء جدران دفاعية، عرضها ما بين 2.5 متر (8.2 قدم) و 3.5 متر (11 قدم)، كما وتم سلسلة من القصور. يوصف أحد هذه القصور بأنه إقامة الحاكم المصري في القرن الخامس عشر قبل الميلاد، وفي داخله تم العثور على مجموعة من الواح تحوي كتابة مسمارية. تم العثور على أدوات فلستينية في الموقع، في طبقات القرن الثاني عشر قبل الميلاد.
يتفق معظم العلماء على أنه كان هناك أكثر من موقع يعرف باسم أفيك. في حين أن تل-أفيك (أنتيباتريس/رأس العين) هو واحد منهم، حدد كلود كوندر أفيك ابن-عازر على أن موقعها هو خراب (خربة) الموجودة حوالي 6 كيلومتر (3.7 ميل) بعيدًا عن دير آبان (يُعتقد أنه ابن عازر)، والمعروف باسم مرج الفقية ؛ اسم الفقية هو اسم عربي مأخوذ من اسم أفيك. يقول يوسابيوس، عند كتابته عن ابن عازر في كتابه أونوماستيكون (Onomasticon)، إنه «المكان الذي استولى فيه الوثنيون على الفلك، بين القدس وعسقلان، بالقرب من قرية بيت شمس (بيت شيمش)». وهو موقع الذي يتوافق مع تحديد كوندر.
يذكر المؤرخ يوسيفوس فلافيوس برجًا معينًا يسمى أفيك، ليس بعيدًا عن أنتيباتريس، والذي تم حرقه من قبل وحدة من الجنود الرومان.

### أنتباتريس
كانت أنتيباتريس مدينة التي بناها هيرودس الأول، وسميت تكريمًا لوالده، أنتيباتر الأدومي. كانت تقع بين قيسارية ماريتيما (قيصرية فلسطين) واللد، على الطريق الروماني العظيم المؤدي من قيسارية إلى القدس، ذكرت هذه المدينة بشكل بارز في تاريخ العصر الروماني. اليوم، يحمل نهر قريب من المنطقة نفس الاسم القديم للمدينة، الاسم الذي يطلق عليه في اللسان العربي، وهو(بالعربية: نهر أبو فطرس, رومنة: Nahr Abū Fuṭrus)، وهو اسم مستوحى من اسم أنتيباتريس.
وفقا ل يوسيفوس فلافيوس، بنيت أنتيباتريس في موقع بلدة القديمة التي كانت تسمى سابقا Chabarzaba (كفر سابا) ((بالعبرية: כפר סבא))، وهو مكان مسمي بهذا الاسم في الأدب اليهودي الكلاسيكي وفي فسيفساء رحوب. خلال اندلاع الحرب اليهودية مع روما في عام 64 م، تم توجيه الجيش الروماني، تحت قيادة سيتيوس، إلى المناطق التي تصل حتى أنتيباتريس.
تم إحضار بولس الطرطوسي ليلاً من القدس إلى أنتيباتريس، وفي اليوم التالي تم إحضاره من هناك إلى قيصرية ماريتيما، للخضوع للمحاكمة أمام الحاكم أنطونيوس فيلكس.
تم ذكر اسم واحد فقط بالإسم، في الوثائق والسجلات المتواجدة، من أسامي الأساقفة الأوائل لأبرشية المسيحيين في أنتيباتريس، وهو شخص من الأساقفة التابعين لأبرشية قيسارية: بوليكرونيوس (Polychronius)، الذي كان حاضراً في كل من مجمع أفسس الثاني في عام 449 ومجمع خلقيدونية في عام 451. لا تعد أنتيباتريس أبرشية سكنية بعد الآن، وهي اليوم مدرجة من قبل الكنيسة الكاثوليكية على أنها أبرشية إسمية (لقبية).
تضررت المدينة بشدة جراء وقوع زلزال سنة 363.

### رأس العين العثمانية

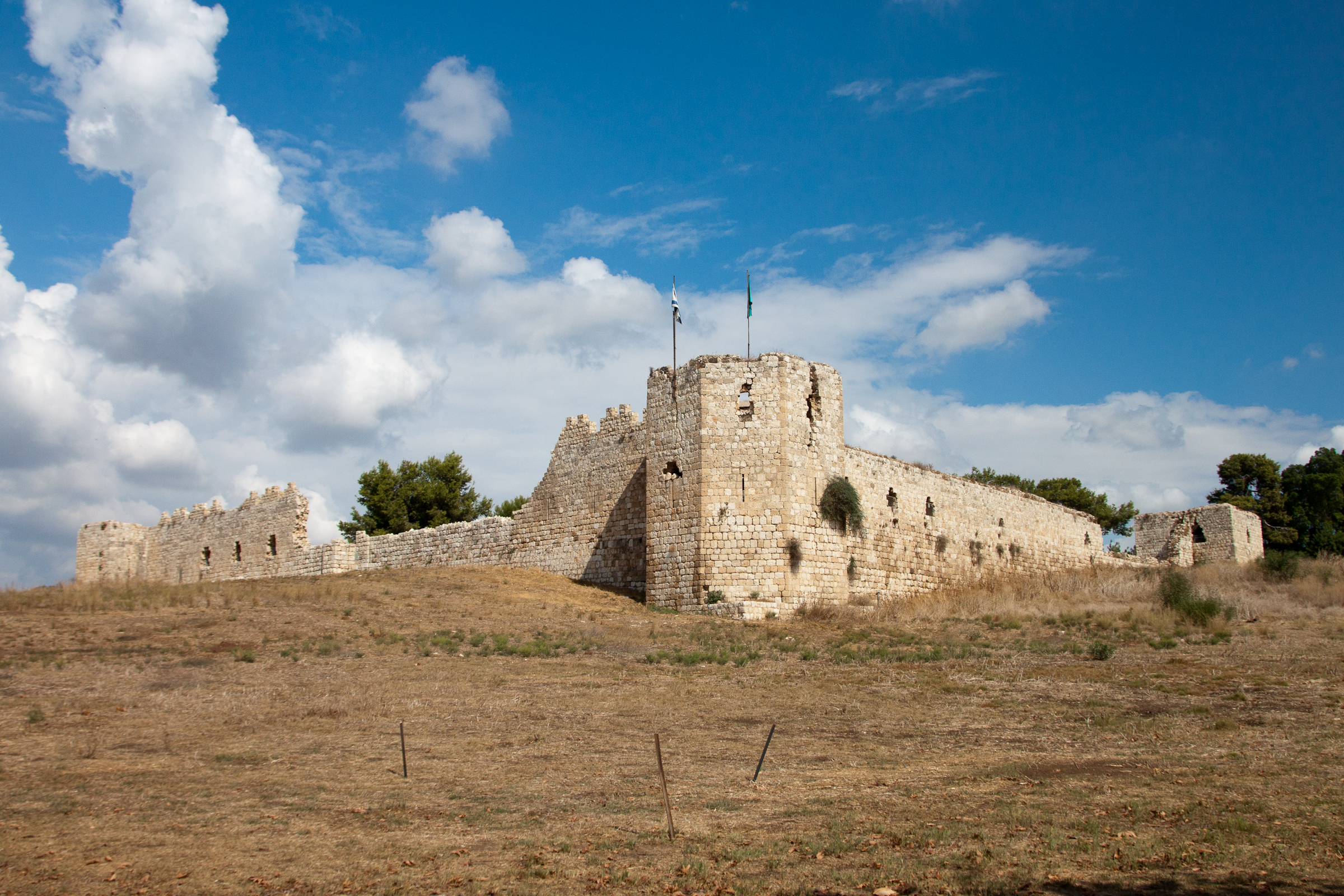
بينار باشي، القلعة (الحصن) العثمانية على رأس نهر العوجا

تشير السجلات العثمانية إلى احتمالية وجود حصن مملوكي في الموقع. ومع ذلك، تم بناء القلعة العثمانية بعد نشر فرمان، في عام 1573م (981هـ): 
 "لقد بعثت برسالة وأبلغت عن بناء أربعة جدران لقلعة رأس العين، [.. ] لقد أمرت أنه عند وصول [فيرمان] يجب عليك [..أن تكون قد بنيت] الغرف مسجد المذكورين أعلاه مع مئذنته وأن توكل الحراس بإزالة التراب للخارج وأن ينظفوا ويرتبوا [المكان]. 
 الاسم التركي للمكان والقلعة، بينار باشي (في اللغة التركية: pınar başı)، يعني "رأس الينبوع (العين)" أو ببساطة "رأس العيون"، أي مثله مثل الأسماء العربية والعبرية (رأس العين وروش هاعين، كلاهما يعني "رأس الينابيع" أو "رأس العين"). ولفظها الناطقون بالعربية بينار باشي، أي أصبحت "Binar Bashi" (إذ لا يوجد بالعربية حرف "p").
تم بناء الحصن لحماية طريق البحر (Via Maris) وهو إمتداد ضعيف وحساس من الطريق السريع بين القاهرة ودمشق، وتم تزويدها بـ 100 فارس وحصان، و30 جنديًا مشاة. كان من المفترض أن توفر القلعة أيضًا جنودًا لحماية طريق الحج. القلعة عبارة عن منطقة مطوقة ضخمة ومستطيلة الشكل، ويتواجد أربعة أبراج ركنية وبوابة في وسط الجانب الغربي. البرج الجنوبي الغربي مثمن، في حين أن الأبراج الثلاثة الأخرى لديها مخطط أرضي مربعي الشكل.
ظهر اسمها على أنه شاتو دو راس العين (أي قصر رأس العين) على الخريطة التي خططها بيير جاكوتين في عام 1799.
هجر الفلاحون العرب القرية في سنوات عشرينيات القرن الماضي.

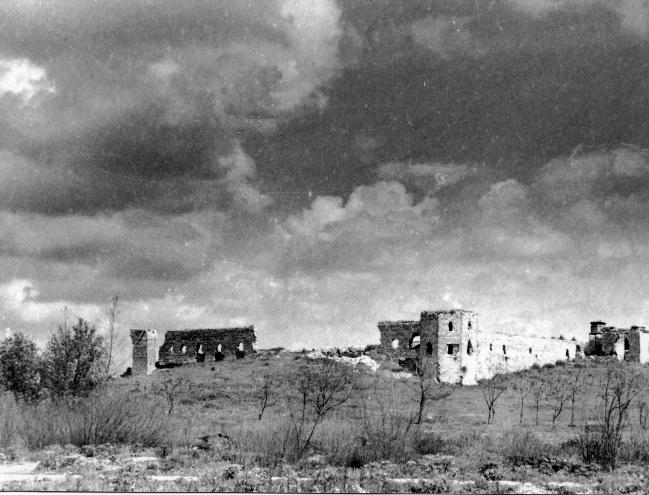
حصن أنتباتريس (رأس العين) 1948

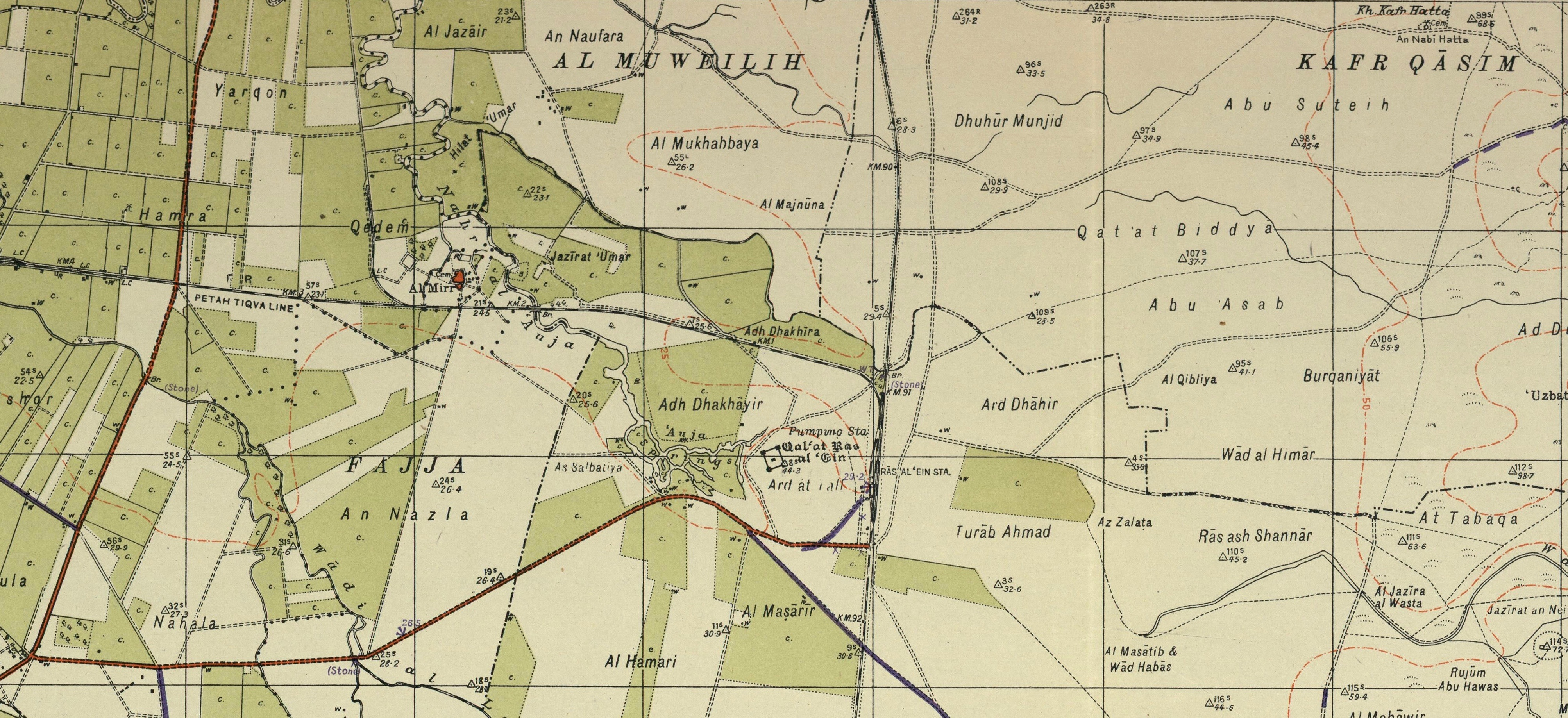
رأس العين 1941 1: 20,000

### الحديقة الوطنية العوجا-رأس العين (يركون-تل أفيك)
حاليا، يتم تضمين موقع أنتباتريس في الحديقة الوطنية «يركون-تل أفيك» (العوجا-رأس العين)، تحت سلطة قضاء سلطة الحدائق الوطنية الإسرائيلية، التي تضم منطقة القلعة (الحصن) العثمانية، وبقايا المدينة الرومانية ومحطة ضخ المياه البريطانية.

## التنقيبات

### المنطقة أ
أقدم معصرة نبيذ التي تم اكتشاف حتى الآن في جنوب بلاد الشام، تم التنقيب عنها بجوار مقر إقامة الحاكم في تل أفيك/أنتيباتريس/رأس العين، والتي يعود تاريخها إلى القرن الثالث عشر قبل الميلاد، في عهد رمسيس الثاني. تم تلبيس المعصرتين بالجص ولديهما طابقين للدوس (للدعس) (بالعبرية: جات عليونة، «الحاوية العلوية»)، وكانت وضعيتهما في شكلية متوازية التي تمتد على مساحة 6 متر مربع. أسفلها وبجوارها، أحواض التجميع، المجصصة والمبطنة بالحجارة (العبرية: جات تاهتونه، «الحاوية السفلية»)، يمكن أن يخزن كل منها أكثر من 3 متر مكعب، أو 3,000 لتر، من عصير العنب المعصور. تم العثور على مجموعة من أمفورة كنعانية التي لا تزال في مكانها في أسفل كل حفرة، في حين تم اكتشاف كومة من مخلفات قشور العنب والبذور وغيرها من الحطامات بالقرب من المنشآت [Kochavi 1981:-كوخافي 81]. لفت عمال التنقيب الانتباه إلى مدى قرب هذه المعصرة من أمكنة الإقامة، وحجمها الكبير وحقيقة أن المعصرة القديمة كانت تقع عادة خارج المستوطنات بين مزارع الكروم مما يوحي بأن الإدارة المصرية أشرفت على العاملين في صنع النبيذ، في منطقة الشارون عن كثب [Kochavi 1990: XXIII].

### الروابط والعلاقات التجارية
من الواضح أن رأس العين لم يكن فقط موقعًا الذي تبوأ مركز الإدارة الإمبراطورية فحسب، بل كان أيضًا مرتبطًا جيدًا بالتجارة الدولية فيما يخص سلع الترف والبذخ، كما يتجلى في الاكتشافات الوفيرة للسيراميك القبرصي والمسيني (يونان الموكيانية).
من الأمثلة التوضيحية للتجارة القبرصية-الكنعانية بشكل خاص، التي تم العثور عليها، كان مقبض أمفورة مجزأ [Aphek أفيك5/29277]، وقد تم الكتابة عليه بوضوح بعد حرقه بالنار، باستخدام العلامة 38 من النص الخطي Cypro-Minoan الخطي [ياسور-لاندو وجورين 2004]. تم التنقيب عن هذا المقبض من ترسب ثانوي في منطقة أفيك أكس، مجموعة 2953، التي تنتمي إلى طبقة إكس11 الهزيلة جدًا التي بنيت على مقر الحاكم. لذلك، هناك احتمال كبير أن ينتمي الغرض هذا إلى الطبقة XI2 الأقدم والأكثر ازدهارًا بالنسبة للإقامة نفسها. نظرًا لطبيعة النص الذي لم يتم فك رموزه بعد، الأهمية الدقيقة لإضافة كتابات نصية من نظام الكتابة مقطعية، Cypro-Minoan، لا تزال غير محددة. تشير العلامة على الأقل إلى أن الأفراد الذين يستخدمون نص Cypro-Minoan، قاموا بالتعامل مع الوعاء (كان بحوزتهم) الذي اشتق منه المقبض. إلى جانب التحليل الصخري للطين المستخدم في تصنيع الأمفورة - مشيرًا إلى أصل موجود في أو بالقرب من عكا - التحليل الأكثر منطقية من الدليل هو أن الوعاء (وأي غرض كان مرفق معه) تم تصنيعه في منطقة عكا قبل الشحن، إما إلى نقاط إعادة التوزيع (نقاط التوصيل للأماكن المرغوبة) مثل تل أبو الهوام أو تل نامي، أو (الإحتمال المرجح أكثر) إلى قبرص نفسها (ربما عبر أحد هذه الموانئ)، حيث تم إفراغه، على الأرجح، من محتوياته الأصلية - المعلمة بالتأكيد - قبل شحنها إلى بلاد الشام (حيث ربما كان يحتوي في هذه المرحلة على منتج قبرصي) ليصل لموقعه النهائي في أفيك (رأس العين/أنتيباتريس).

## روابط خارجية
- سلطة الطبيعة والمتنزهات الإسرائيلية
- مسح غرب فلسطين، خريطة 13: IAA، عموم ويكيميديا
- Antipatris في الآثار الأثرية المسح لإسرائيل
- Aphek - صور من الأرض المقدسة